# 유리오르키스 감보아
유리오르키스 감보아 톨레다노(스페인어: Yuriorkis Gamboa Toledano, 1981년 12월 23일~)는 쿠바의 권투 선수이다. 2004년 하계 올림픽 플라이급에서 금메달을 획득했으며, 2007년에 프로로 전향한 후 2009년부터 2011년까지 세계 복싱 협회(WBA)와 국제 복싱 연맹(IBF) 페더급 통합 챔피언 타이틀을 차지했다.